# Corvol-l'Orgueilleux
Corvol-l'Orgueilleux é uma comuna francesa na região administrativa de Borgonha-Franco-Condado, no departamento Nièvre. Estende-se por uma área de 29,85 km². Em 2010 a comuna tinha 790 habitantes (densidade: 26,5 hab./km²).